# فورت استیونز (اورگن)
فورت استیونز (انگلیسی: Fort Stevens) تأسیسات نظامی آمریکایی که از دهانه رود کلمبیا در ایالت اورگان اورگن محافظت می‌کردند. در اواخر جنگ داخلی آمریکا ساخته شده و نام آن به عنوان یک ژنرال جنگ داخلی و فرماندار سابق سرزمین واشینگتن، ایزاک I. استیونز است. این قلعه از سال ۱۸۶۳ تا ۱۹۴۷ یک قطعه زمین نظامی فعال بود. اکنون در فهرست ثبت ملی اماکن تاریخی ذکر شده‌است.